# Филимонов, Дмитрий Олегович
Дмитрий Олегович Филимонов (14 октября 1971, Пермь — 1 августа 2024) — советский и российский хоккеист, защитник. Мастер спорта СССР.

## Биография
Воспитанник пермского «Молота». Играл за клуб в первой лиге в сезонах 1988/89 — 1989/90. Три следующих сезона провёл в московском «Динамо».
На драфте НХЛ 1991 года был выбран в 3-м раунде под общим 49-м номером клубом «Виннипег Джетс». В марте 1993 права на него были обменяны в команду «Оттава Сенаторз». В сезоне 1993/94 провёл 30 игр в НХЛ и 48 за фарм-клуб «Принс Эдвард Айленд Сенаторз» в АХЛ. Весь следующий сезон отыграл в АХЛ. Сезон 1995/96 начал в команде ИХЛ «Индианаполис Айс», но вскоре получил травму. В следующем сезоне, проведя 27 игр за финский «КалПа», вернулся в пермский клуб, где и завершил карьеру после сезона 2005/06.
Победитель домашнего чемпионата Европы среди юниорских команд 1989 года. Участник Кубка Канады 1991.
Умер 1 августа 2024 года в возрасте 52 лет.